# Ochroplutodes haturata
Ochroplutodes haturata là một loài bướm đêm trong họ Geometridae.